# Nolan Foote
Pour les articles homonymes, voir Foote.
Nolan Foote (né le 29 novembre 2000 à Englewood, au Colorado, aux États-Unis) est un joueur professionnel américano-canadien de hockey sur glace. Il évolue au poste d'ailier gauche. 

## Biographie
Il est le fils du joueur de la LNH Adam Foote. Son frère ainé Callan Foote est également professionnel.

### Carrière en club
En 2016, il commence sa carrière en junior avec les Rockets de Kelowna dans la LHOu. Il est choisi au premier tour, en vingt-septième position lors du repêchage d'entrée dans la LNH 2019 par le Lightning de Tampa Bay qui avait également repêché son frère Callan deux ans plus tôt. Le 16 janvier 2000, ses droits sont échangés avec un choix de premier tour au repêchage 2020 par le Lightning aux Devils du New Jersey en retour de Blake Coleman. 
En 2021, il passe professionnel avec les Devils de Binghamton, club ferme des Devils du New Jersey dans la Ligue américaine de hockey. Le 18 avril 2021, il joue son premier match dans la Ligue nationale de hockey avec les Devils face aux Rangers de New York et enregistre son premier point, une assistance sur un but de Nico Hischier. Il marque son premier but le 20 avril 2021 face aux Penguins de Pittsburgh.

### Carrière internationale
Il représente le Canada en sélections jeunes.

## Statistiques

### En club
| Saison     | Équipe               | Ligue      |    | Saison régulière | Saison régulière | Saison régulière | Saison régulière | Saison régulière |   | Séries éliminatoires | Séries éliminatoires | Séries éliminatoires | Séries éliminatoires | Séries éliminatoires |
| Saison     | Équipe               | Ligue      | PJ | B                | A                | Pts              | Pun              | PJ               | B | A                    | Pts                  | Pun                  |                      |                      |
| 2016-2017  | Rockets de Kelowna   | LHOu       | 52 | 19               | 16               | 35               | 25               | 17               | 2 | 6                    | 8                    | 4                    |                      |                      |
| 2017-2018  | Rockets de Kelowna   | LHOu       | 50 | 13               | 27               | 40               | 31               | 4                | 1 | 1                    | 2                    | 4                    |                      |                      |
| 2018-2019  | Rockets de Kelowna   | LHOu       | 66 | 36               | 27               | 63               | 62               | -                | - | -                    | -                    | -                    |                      |                      |
| 2019-2020  | Rockets de Kelowna   | LHOu       | 27 | 15               | 18               | 33               | 49               | -                | - | -                    | -                    | -                    |                      |                      |
| 2020-2021  | Devils de Binghamton | LAH        | 24 | 7                | 10               | 17               | 6                | -                | - | -                    | -                    | -                    |                      |                      |
| 2020-2021  | Devils du New Jersey | LNH        | 6  | 1                | 1                | 2                | 0                | -                | - | -                    | -                    | -                    |                      |                      |
| 2020-2021  | Devils du New Jersey | LNH        | 7  | 3                | 1                | 4                | 0                | -                | - | -                    | -                    | -                    |                      |                      |
| 2021-2022  | Comets d'Utica       | LAH        | 55 | 14               | 18               | 32               | 48               | 5                | 1 | 2                    | 3                    | 2                    |                      |                      |
| 2022-2023  | Devils du New Jersey | LNH        | 6  | 1                | 0                | 1                | 0                | -                | - | -                    | -                    | -                    |                      |                      |
| 2022-2023  | Comets d'Utica       | LAH        | 55 | 20               | 17               | 37               | 27               | 1                | 0 | 0                    | 0                    | 0                    |                      |                      |
| 2023-2024  | Devils du New Jersey | LNH        | 4  | 1                | 0                | 1                | 0                | -                | - | -                    | -                    | -                    |                      |                      |
| 2023-2024  | Comets d'Utica       | LAH        | 4  | 3                | 1                | 4                | 2                | -                | - | -                    | -                    | -                    |                      |                      |
| Totaux LNH | Totaux LNH           | Totaux LNH | 23 | 6                | 2                | 8                | 0                | -                | - | -                    | -                    | -                    |                      |                      |

### En équipe nationale
| Année | Compétition                  |   | PJ | B | A | Pts | Pun               |  | Résultat |
| 2016  | Défi mondial des -17 ans     | 6 | 0  | 2 | 2 | 8   | Médaille d'argent |  |          |
| 2017  | Hlinka-Gretzky -18 ans       | 5 | 1  | 1 | 2 | 0   | Médaille d'or     |  |          |
| 2020  | Championnat du monde -20 ans | 7 | 3  | 2 | 5 | 29  | Médaille d'or     |  |          |